# Chiesa ortodossa in Giappone (Patriarcato di Mosca)
La Chiesa ortodossa in Giappone o Chiesa ortodossa giapponese o Chiesa ortodossa autonoma giapponese (日本ハリストス正教会, sigla OCJ dall'inglese Orthodox Church in Japan; in russo Японская Автономная Православная Церковь?) è una chiesa ortodossa autonoma sotto l'omoforio della Chiesa ortodossa russa.
L'autonomia della Chiesa ortodossa giapponese è stata riconosciuta dal patriarca russo Alessio I il 10 aprile 1970.

## Storia
San Nicola del Giappone (nato Ivan Dmitrievič Kasatkin) portò il Cristianesimo ortodosso in Giappone nel XIX secolo. Nel 1861 fu mandato dalla Chiesa ortodossa russa ad Hakodate, Hokkaidō come prete di una cappella del Consolato Russo. Anche se il governo dello Shōgun di allora vietava la conversione dei giapponesi al cristianesimo alcuni vicini del consolato che visitavano spesso la cappella si convertirono nel 1864 — furono i primi tre convertiti di Nicola in Giappone, infatti alcuni giapponesi che si erano stabiliti in Russia si erano già convertiti all'Ortodossia.
A parte brevi spostamenti, Nicola rimase in Giappone anche durante la Guerra russo-giapponese (1904-1905) e diffuse l'Ortodossia in tutta la nazione, fu nominato primo vescovo della Chiesa ortodossa giapponese. Nel 1863 spostò la sua sede da Hakodate a Tokyo. Nel 1886 la Chiesa ortodossa giapponese contava oltre 10.000 fedeli battezzati. Nel 1891 Nicola fondò la Cattedrale di Tokyo nel distretto di Kanda e vi trascorse quasi metà della sua vita, per questo la Cattedrale della Resurrezione di Tokyo è soprannominata Nikorai-do da parte dei cittadini di Kanda.
San Nicola del Giappone è anche noto per le sue traduzioni del Nuovo Testamento e di numerosi altri libri religiosi (Triduo Quaresimale, Pentecostarion, Servizi Festivi, Libro dei Salmi, Irmologion).
La prima missione fondata dalla Chiesa ortodossa giapponese dipendeva dalla Chiesa ortodossa russa, soprattutto nelle questioni finanziarie. La guerra tra la Russia e il Giappone contribuì a creare una situazione politicamente difficile per la Chiesa. Dopo la rivoluzione russa il sostegno e la comunicazione sia spirituale che finanziaria della Chiesa russa sono furono sospesi. Il governo giapponese ebbe diversi sospetti sulla Chiesa ortodossa giapponese, in particolare sul fatto che essa fosse una copertura dello spionaggio comunista russo. Il secondo vescovo del Giappone, il metropolita Sergius Tichomirov, chiamato Sergii dai giapponesi, ha sofferto gravemente tale sospetto governativo tanto che fu costretto a dimettersi dal suo episcopato. La Chiesa Russa ha sofferto in modo simile la politica stalinista e per tale ragione non ha avuto la capacità e la forza di aiutare la giovane Chiesa in Giappone.
Il Grande Terremoto del Kantō nel 1923 danneggiò in modo serio la Chiesa Ortodossa giapponese. Il quartier generale, Nikorai-do, fu distrutto e bruciato, compresa la biblioteca insieme a numerosi preziosi documenti. Nikorai-do fu ricostruita nel 1929 grazie ai contributi dei fedeli che il Metropolita Sergio riunì andando a visitarli in tutto il Paese.
Durante la guerra dei Quindici anni (1930-1945), che dal 1939 al 1945 rientrò nel quadro della seconda guerra mondiale, il cristianesimo in Giappone soffrì condizioni severe, in modo particolare la Chiesa ortodossa. Dopo la resa giapponese l'occupazione alleata ebbe un atteggiamento generoso nei confronti del cristianesimo dovuta alla fede prevalente degli statunitensi. Poiché la maggioranza degli slavi e dei greco-americani frequentavano le parrocchie ortodosse locali, l'Ortodossia in Giappone fece un ulteriore passo avanti. Durante la guerra la Chiesa ortodossa giapponese non ebbe praticamente nessun contatto straniero. Dopo la guerra invece i precursori della Chiesa ortodossa in America (OCA) presero il posto della Chiesa russa nel contribuire a rinvigorire la Chiesa ortodossa giapponese. La Chiesa ortodossa giapponese infatti era governata da vescovi della OCA e molti studenti del Saint Vladimir's Orthodox Theological Seminary (sotto la giurisdizione della OCA), allora a New York, sono attualmente a capo della Chiesa ortodossa giapponese.

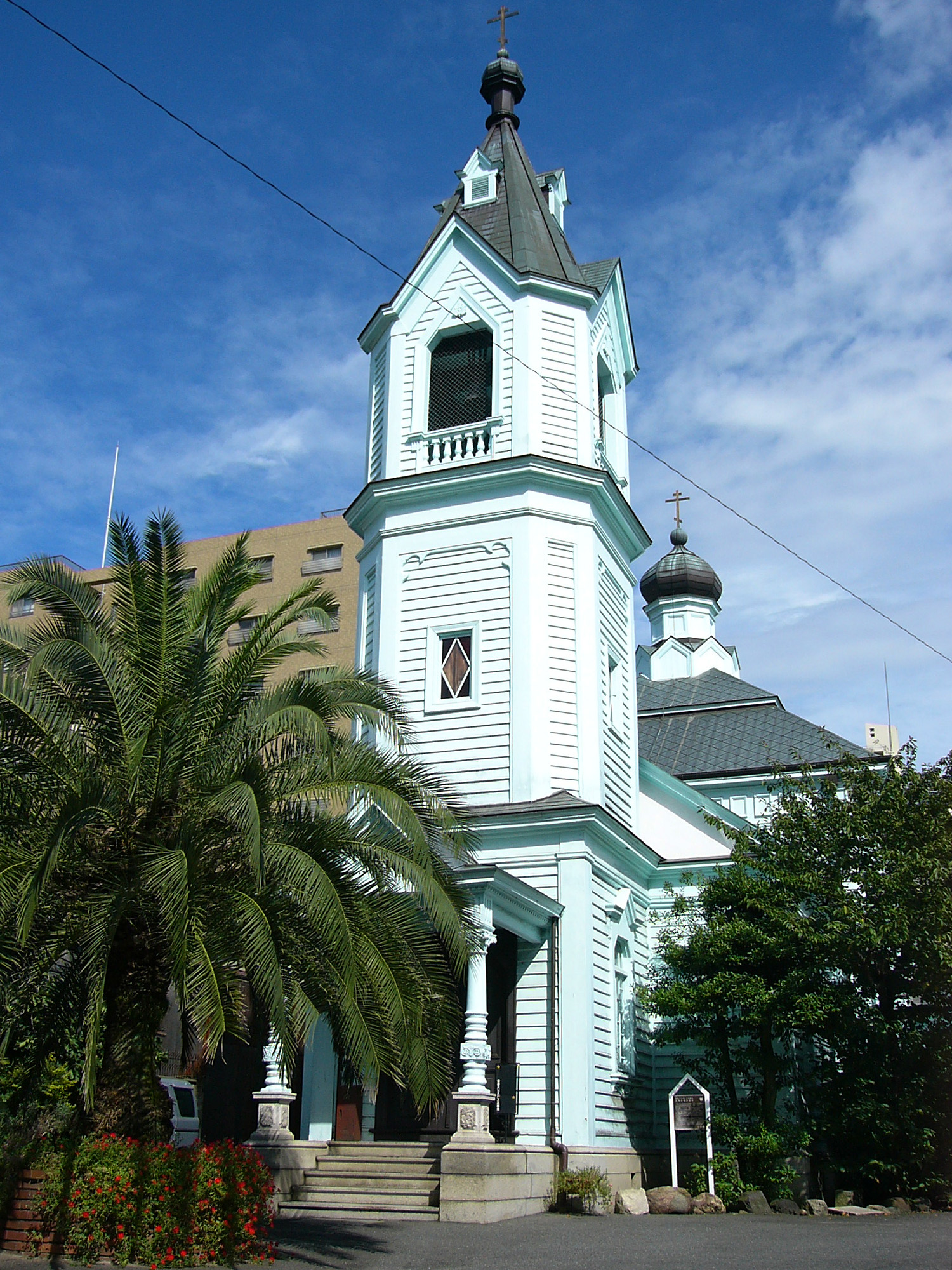
Cattedrale dell'Annunciazione a Kyoto

In seguito, quando la situazione della Chiesa ortodossa russa migliorò, la Chiesa giapponese tornò di nuovo sotto la sua guida. Nel 1970 Nikolaj Kasatkin fu glorificato dal Patriarca di Mosca e riconosciuto come San Nicola del Giappone uguale agli Apostoli. La sua memoria cade il 16 febbraio. Nel 2000 la Chiesa ortodossa russa ha canonizzato il vescovo Andronik Nikol'skij come santo e martire che fu nominato dal primo vescovo di Kyoto e poi martirizzato, come l'arcivescovo di Perm', durante la Rivoluzione russa. Nel 2005 il primo monastero ortodosso (maschile) della Chiesa autonoma giapponese fu aperto a Tokyo, nei pressi della Cattedrale della Santa Resurrezione (Nikolai-do). L'abate del monastero è lo ieromonaco Gerasimus (Ševcov), che proviene dalla Lavra di Troi e-Sergieva.
Dal 2007 il leader della Chiesa ortodossa giapponese è Daniel Nushiro, Metropolita di tutto il Giappone e Arcivescovo di Tokyo, elevato a tale sede nel 2000. Si stima che ad oggi la Chiesa conti circa 50.000 aderenti.

## Organizzazione e gerarchie
La Chiesa ortodossa giapponese ha tre diocesi:
- Eparchia di Tokyo (Tokyo: Arcivescovo Daniel Nushiro)
- Eparchia di Sendai e del Giappone Orientale (Sendai: Vescovo Seraphim Tsujie)
- Eparchia di Kyoto e del Giappone Occidentale (Kyoto)

Prima di essere intronizzato arcivescovo di Tokyo e metropolita di tutto il Giappone, il metropolita Daniel è stato vescovo di Kyoto.
La Chiesa ortodossa giapponese gestisce il seminario ortodosso di Tokyo, il quale accetta solo i fedeli di sesso maschile e garantisce tre anni di formazione teologica, i laureati diventano poi i futuri sacerdoti e missionari. Il Seminario pubblica anche la rivista mensile ufficiale chiamata "Seikyo Jiho".
La Chiesa ortodossa giapponese pubblica libri religiosi tra cui la versione ortodossa in giapponese del Nuovo Testamento, i Salmi, tra l'altro la Liturgia è disponibile in testi da soli o testi con partiture musicali. Sia la sede centrale a Tokyo che le parrocchie locali pubblicano opuscoli sono volti principalmente ai fedeli ortodossi in cerca di una istruzione religiosa superiore.

## Liturgia
La Chiesa ortodossa giapponese mantiene la sua liturgia in giapponese. I testi liturgici così come i testi biblici sono stati tradotto in giapponese dall'Arcivescovo Nicola con l'assistenza di Nakai Tsugumaro, un fedele giapponese studente di letteratura cinese. Tuttavia alcuni canti, anche se raramente, possono essere effettuati in altre lingue, come lo slavo ecclesiastico o in greco.
Lo stile liturgico diffuso nella comunità della Chiesa ortodossa giapponese è fortemente influenzato dallo stile russo del tardo XIX secolo.